# The Song Ramones the Same
The Song Ramones the Same è un album tributo del 2002 alla band punk Ramones, composto da vari artisti.

## Tracce
1. Rockaway Beach (Sahara Hotnights)
2. The KKK Took My Baby Away - (Cool Millions)
3. Blitzkrieg Bop (Sort Sol)
4. I Remember You (The Nomads & Kissettes)
5. Havana Affair (D-A-D)
6. What'd Ya Do (The Hellacopters)
7. I Wanna Be Your Boyfriend (Per Gessle)
8. Mama's Boy (Saturnine)
9. I Just Wanna Have Something To Do (The Dictators)
10. Mental Hell (Sator)
11. Now I Wanna Sniff Some Glue (Whale)
12. I'm Not Afraid Of Live (Wolf)
13. My Brain Is Hanging Upside Down (Bonzo Goes to Bitburg) (Wayne Kramer)
14. Carbona Not Glue (Toilet Böys)
15. I Believe In Miracles (Maryslim)
16. I Can't Make It On Time (Wilmer X)
17. Return of Jackie & Judy (Danko Jones)
18. Pet Sematary (Backyard Babies)
19. Questioningly (Jesse Malin)